# 北海道道687号美唄達布岩見沢線
北海道道687号美唄達布岩見沢線（ほっかいどうどう687ごう びばいたっぷいわみざわせん）は、北海道岩見沢市内を結ぶ一般道道（北海道道）である。

## 概要
実際の起点は北村美唄達布ではなく、北村幌達布である。

### 路線データ
- 起点：北海道岩見沢市北村幌達布（北海道道139号江別奈井江線交点）
- 終点：北海道岩見沢市9条西10丁目（国道12号・国道234号交点）
- 路線延長：9.8 km（総延長）

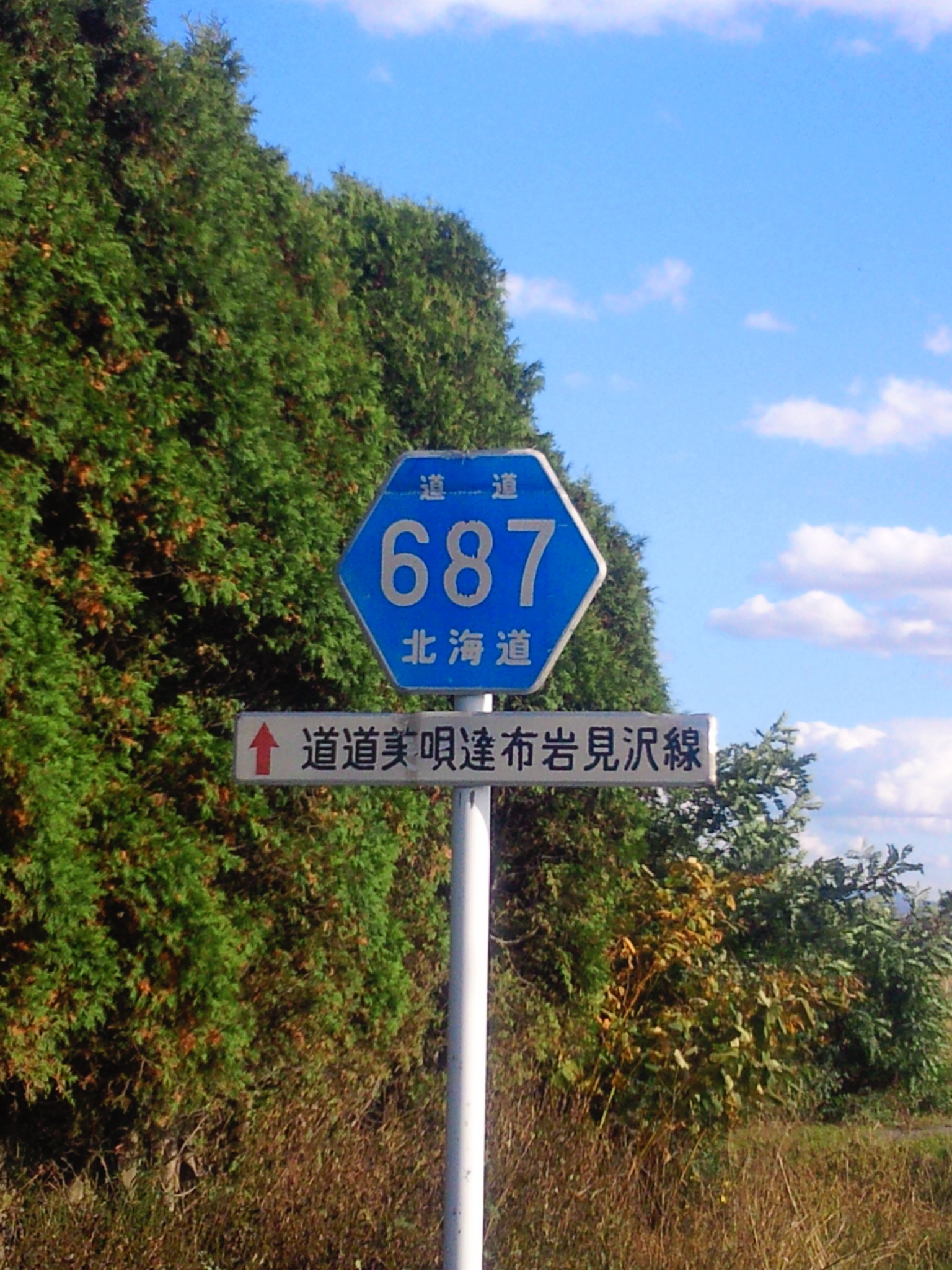
起点に立つ標識
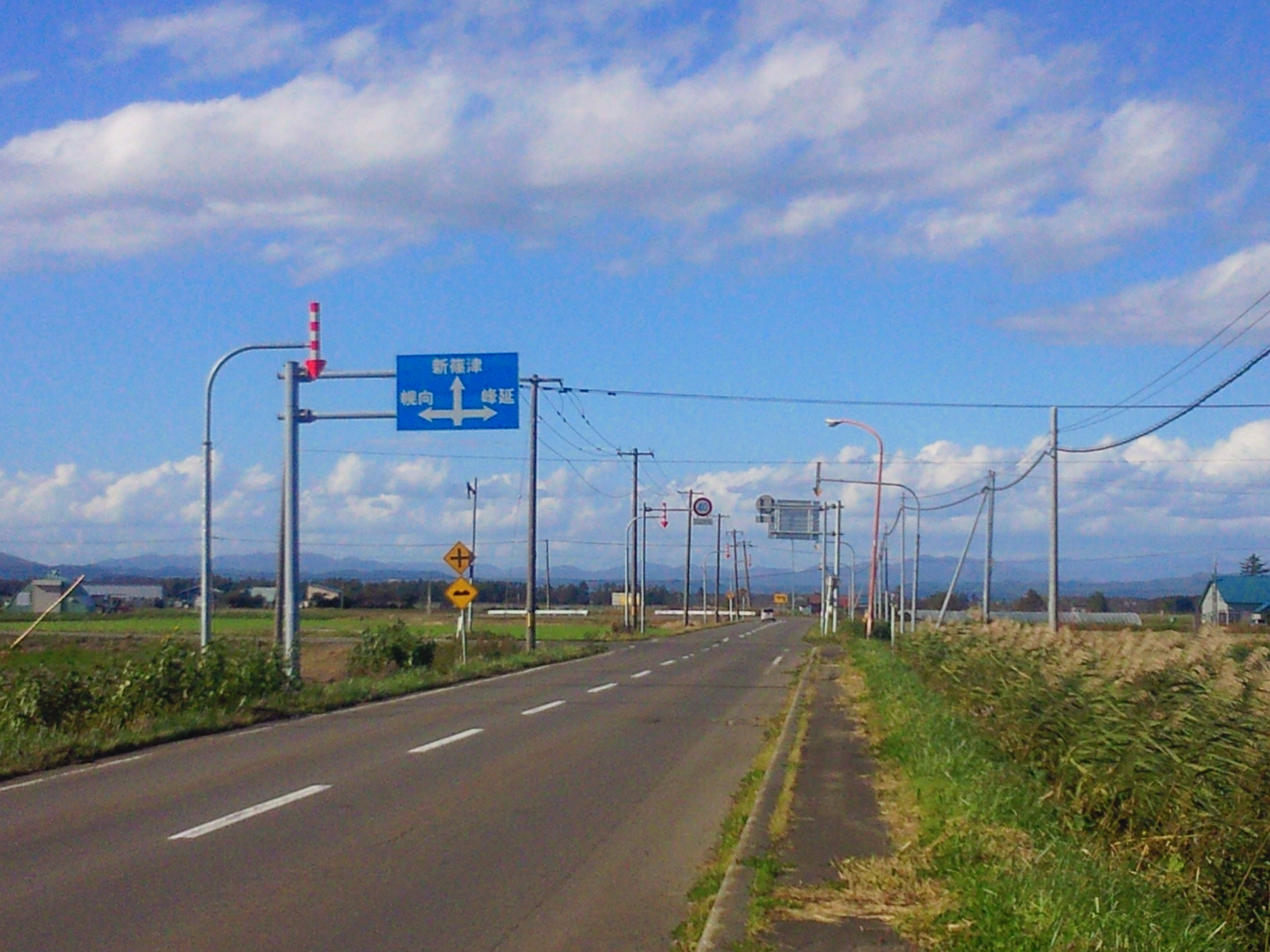
郊外部
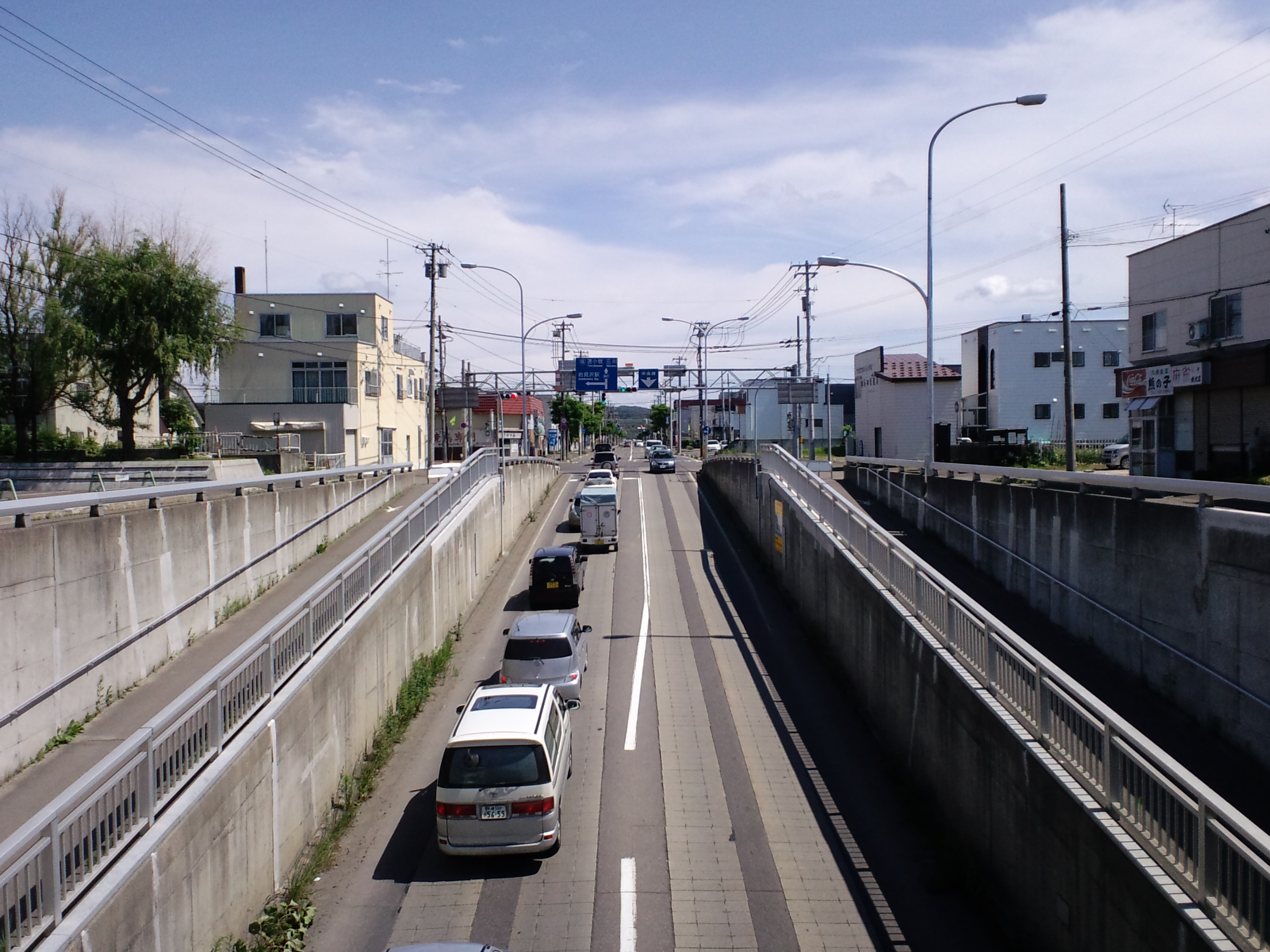
市街部

## 歴史
- 1970年（昭和45年）3月31日 路線認定[1]。

## 地理

### 通過する自治体
- 空知総合振興局
  - 岩見沢市

### 交差する道路
岩見沢市
- 北海道道139号江別奈井江線 - 北村幌達布（起点）
- 北海道道6号岩見沢月形線 - 4条西10丁目
- 国道12号 - 9条西10丁目（終点）
- 国道234号 - 9条西10丁目（終点）

### 沿線にある施設など
岩見沢市
- 北五条医院 - 北4条西10丁目4-7
- 空知信用金庫鉄北支店 - 北2条西11丁目2-19
- 岩見沢三条郵便局 - 3条西11丁目1-4